# Odontomyia tigrina
Odontomyia tigrina är en tvåvingeart som först beskrevs av Fabricius 1775.  Odontomyia tigrina ingår i släktet Odontomyia och familjen vapenflugor. Arten är reproducerande i Sverige. Inga underarter finns listade i Catalogue of Life.